# آنا جيزليروفا
آنا جيزليروفا (بالتشيكية: Anna Geislerová)‏ (مواليد 17 أبريل 1976 في براغ)، هي ممثلة تشيكية بدأت مسيرتها الفنية سنة 1990. اشتهرت بدورها المزدوج في فيلم زيلاري سنة 2003. كانت في السابق تعمل كعارضة أزياء، وكانت أول تجربة للتمثيل لها في سن 12 عاماً.

## الأعمال
- شيء مثل السعادة (2005)
- أنثروبويد (2016)

## روابط خارجية
- آنا جيزليروفا على موقع IMDb (الإنجليزية)
- آنا جيزليروفا على موقع ألو سيني (الفرنسية)
- آنا جيزليروفا على موقع أول موفي (الإنجليزية)
- آنا جيزليروفا على موقع قاعدة بيانات الأفلام السويدية (السويدية)
- آنا جيزليروفا على موقع ديسكوغز (الإنجليزية)
- آنا جيزليروفا على موقع قاعدة بيانات الفيلم (الإنجليزية)
- آنا جيزليروفا على موقع كينوبويسك (الروسية)